# نيكولاس لوبيز (لاعب كرة قدم)
نيكولاس لوبيز (بالإسبانية: Nicolás López Macri)‏ (2 مارس 1990 بروساريو في الأرجنتين - ) هو لاعب كرة قدم أرجنتيني في مركز الهجوم. لعب مع انيستتوتو وسانتياغو واندررز.

## وصلات خارجية
- نيكولاس لوبيز على موقع قاعدة بيانات كرة القدم.إي يو (الإنجليزية)
- نيكولاس لوبيز على موقع Soccerway.com (الإنجليزية)
- نيكولاس لوبيز على موقع عالم كرة القدم.نت (الإنجليزية)